# Гуантанамо (затока)

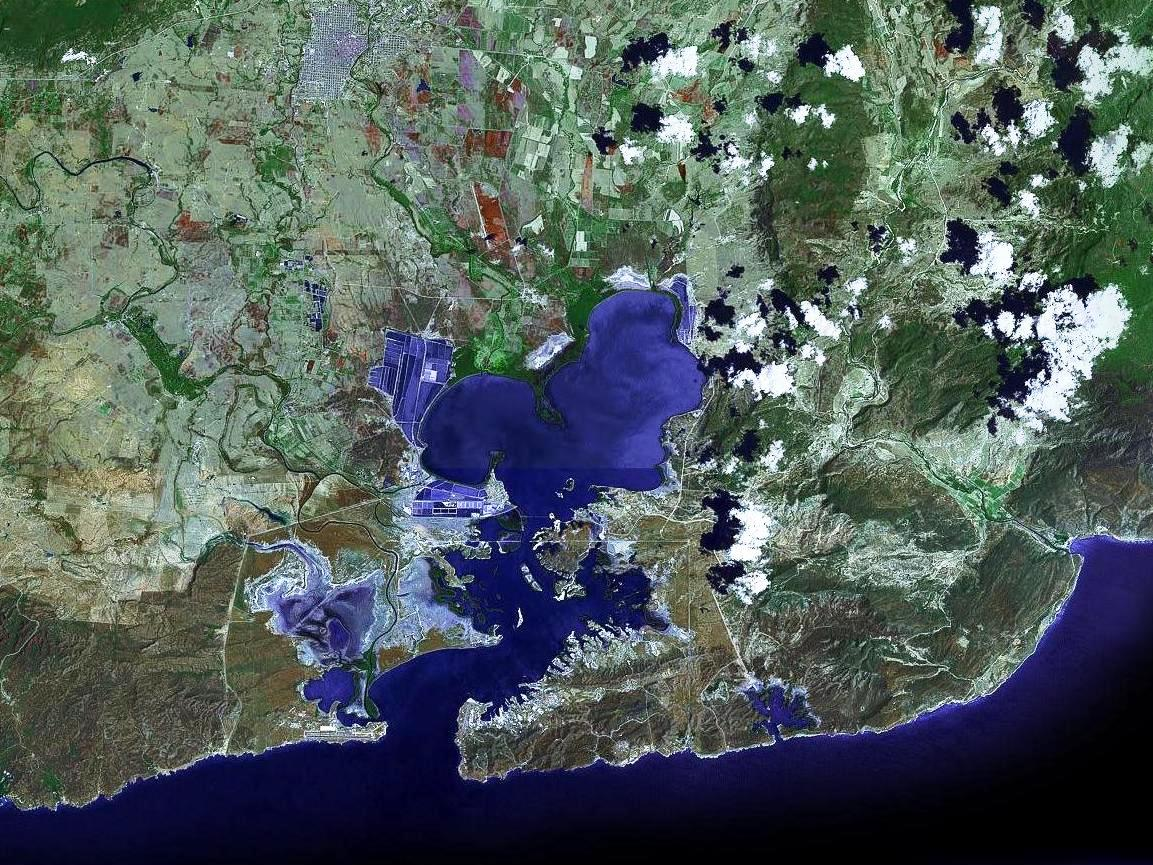
Знімок затоки Гуантанамо із супутника

Затока Гуанта́намо (ісп. Bahía de Guantánamo) — затока в провінції Гуантанамо на південному сході Куби. Бухта Гуантанамо — найбільша затока на південному боці острова, оточена крутими горами, які утворюють анклав, відрізаний від решти території провінції. На узбережжі затоки розташоване однойменне кубинське місто Гуантанамо.
Бухта перейшла під контроль Сполучених Штатів Америки у 1903 р. за Кубинсько-американським договором, згідно з яким США отримали довічну оренду цієї території. Уряд Куби розглядає американську присутність у затоці Гуантанамо незаконною, вказуючи, що Кубинсько-американський договір 1903 р. порушує статтю 52 Віденської Угоди про законність договорів від 1969 р., яка визнає неправомірність угод, прийнятих під загрозою військової сили. США у відповідь вказують на те, що договір 1903 р. був прийнятий до Віденської угоди 1969 р., а тому не поширюється на нього. 
На східному боці затоки розташована база ВМС США, яка вперше з'явилася тут у 1898 р. З 2002 р. на базі розташована сумнозвісна в'язниця Гуантанамо для полонених, звинувачених у терористичній діяльності.